# Honda Inspire
Der Honda Inspire (auch teilweise Honda Saber, Honda Vigor, Acura TL, Honda Accord) ist ein Mittelklasse-Pkw von Honda. Die bis 2012 gebauten Fahrzeuge wurden nur in Japan verkauft, 2018 wurde der Modellname für eine Limousine in China wieder aufgenommen.
Der Inspire entstand 1989. Damals hatte Honda den Acura Vigor in den USA eingeführt und dabei einen in Japan bisher schon gebräuchlichen Modellnamen Honda Vigor verwendet. Dieses Modell wurde nun in Japan als Inspire verkauft.
Mit dem Modellwechsel und der Umbenennung des Acura Vigor in Acura TL basierte der Inspire von 1995 bis 1998 nun auf diesem. Ab der vierten Generation entsprach der Inspire dann dem US-amerikanischen Honda Accord, während unter diesem Namen in Japan die kleinere europäische Version verkauft wurde.

## Erste Generation (CB5, CC2/CC3, 1989–1995)
Im Oktober 1989 wurde der Honda Inspire vorgestellt. Die Plattform teilte er sich mit dem Honda Vigor, einer vom Honda Accord abgeleiteten Luxuslimousine mit fünf Zylindern, die nur bei Honda Verno-Händlern erhältlich war. Der Inspire wurde vor der Rezession in Japan in den frühen 1990er Jahren eingeführt (in Japan als „Bubble Economy“ bekannt), und Honda wollte ein Auto, das mit dem Toyota Cresta und dem Nissan Laurel konkurrieren konnte., 
Den ersten Inspire gab es mit zwei verschiedenen Motorvarianten, einem 2,0-Liter-Fünfzylinder (G20A) mit 160 PS (118 kW) und einem 2,5-Liter-Fünfzylinder (G25A) mit 190 PS (140 kW) der Honda G-Serie. Diese Motoren wurden auch im Honda Rafaga verbaut.

Bei der Karosserie handelte es sich um ein viertüriges Hardtop, das jedoch kein „echtes“ Hardtop war, sondern eine B-Säule zwischen dem vorderen und hinteren Fahrgastraum hatte und stattdessen rahmenlose Türen verwendete. Der Inspire war in zwei Versionen erhältlich, neben der normalen Version gab es auch eine kürzere und schmalere Version mit dem Namen Accord Inspire. Im Inspire gab es nur den 2,5-Liter-Motor, im Accord Inspire den 2,0-Liter.

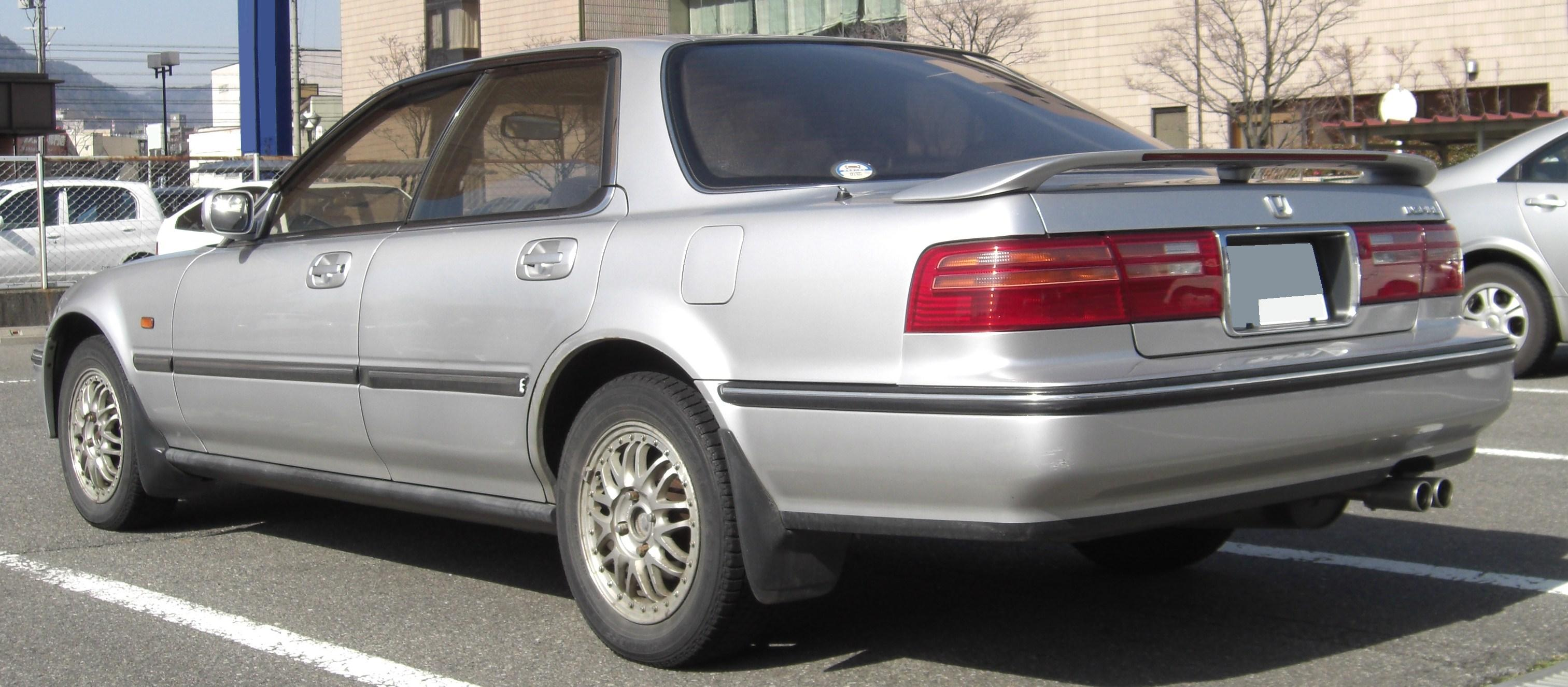
Heckansicht
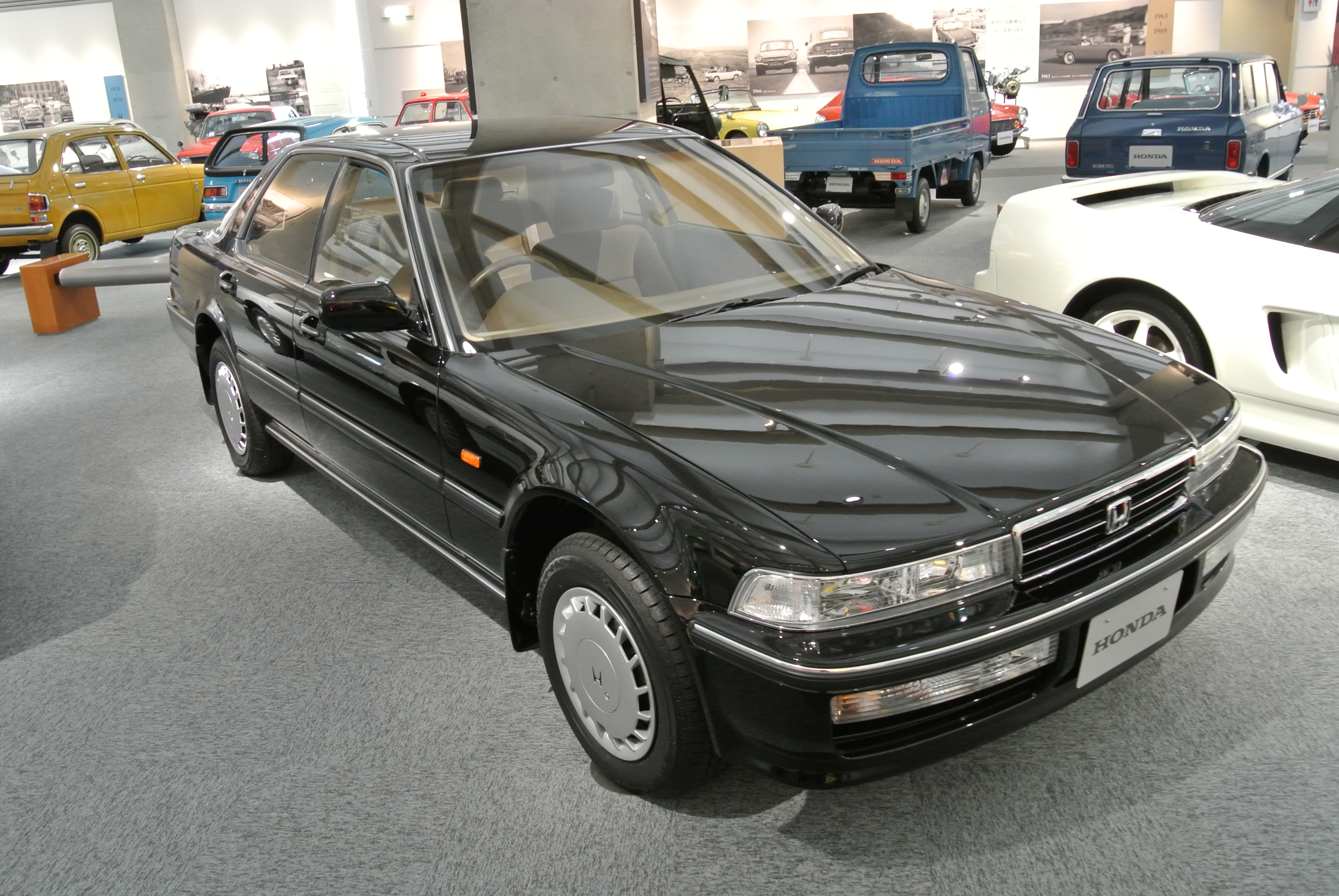
Honda Accord Inspire

## Zweite Generation (UA1–UA3, 1995–1998)
Die zweite Generation des Inspire war ab dem Juli 1995 erhältlich. In Nordamerika wurde der Wagen als Acura TL verkauft.
Bei diesem Modell wurde nun auch ein 3,2-Liter-V6 mit 203 PS (149 kW) angeboten, der auch im Legend zum Einsatz kam. Die Reihenfünfzylinder-Motoren aus dem Vorgängermodell wurden weiterhin angeboten. 

Der Inspire, der bei Honda Clio-Händlern verkauft wurde, wurde unter dem Namen Honda Saber auch über das Honda Verno-Vertriebsnetz verkauft. Dieser ersetzte dort den Honda Vigor. Der Saber war mechanisch identisch mit dem Inspire.

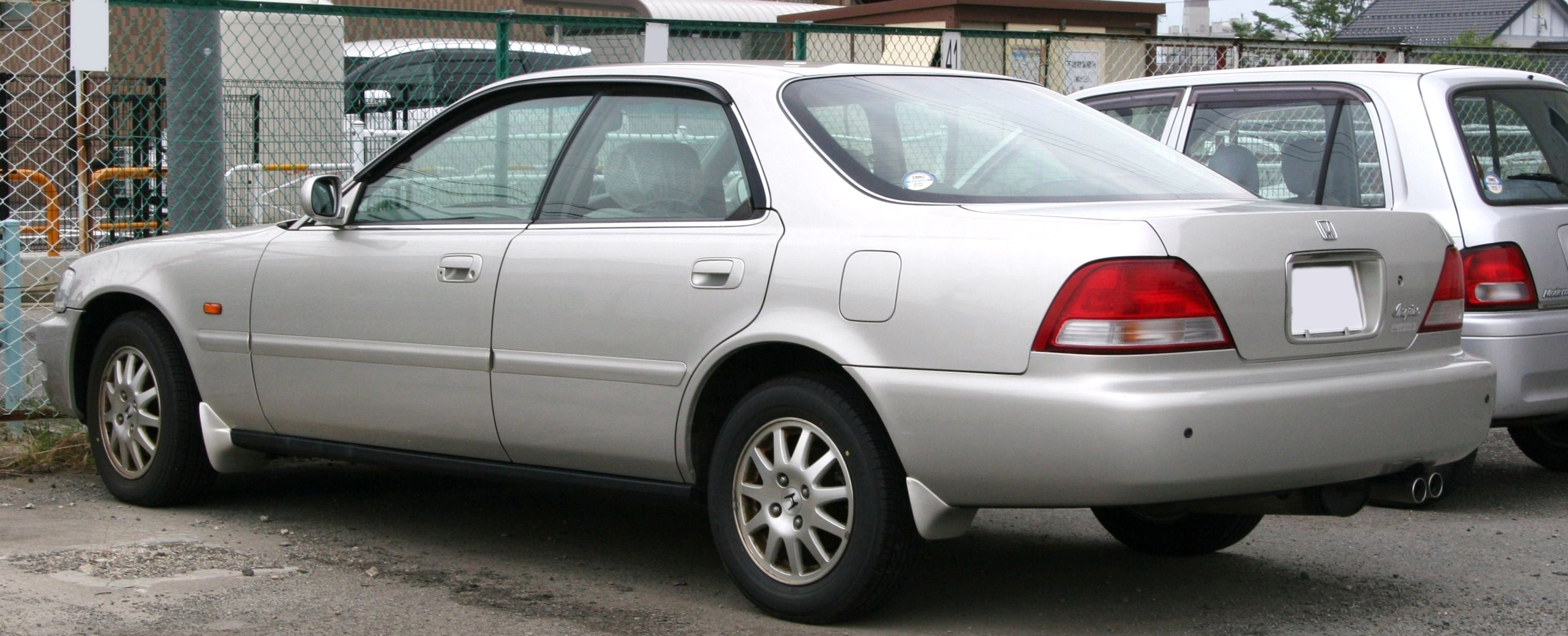
Heckansicht
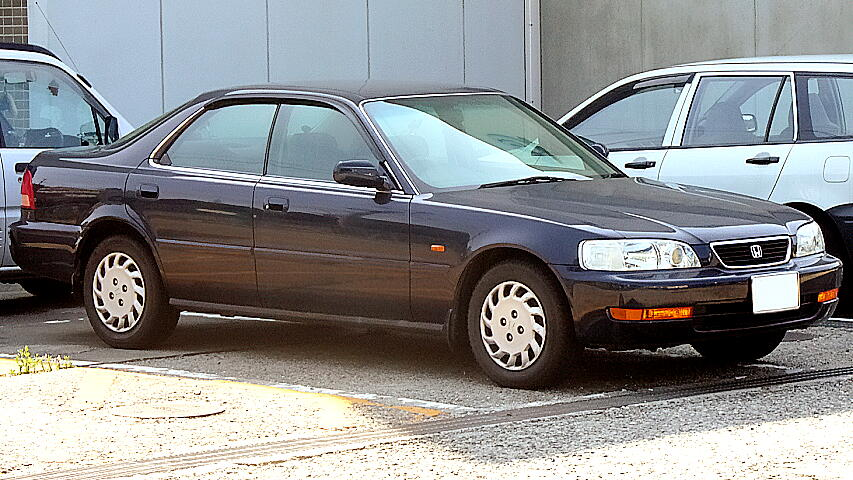
Honda Saber

## Dritte Generation (UA4/UA5, 1998–2003)
Die dritte Generation des Honda Inspire/Saber wurde im Oktober 1998 eingeführt und war der erste Honda, der in den USA entwickelt und gebaut und nach Japan exportiert wurde. In Nordamerika wurde dieses Fahrzeug weiterhin als Acura TL verkauft, während es in Japan das zweite Modell war, das das Flaggschiff Honda Legend bei den japanischen Händlern von Honda Clio begleitete. Die Saber-Version dieses Fahrzeugs wurde als Oberklasselimousine bei Honda Verno verkauft. Mit dieser Generation wurde das internetbasierte Navigationssystem Internavi von Honda eingeführt.

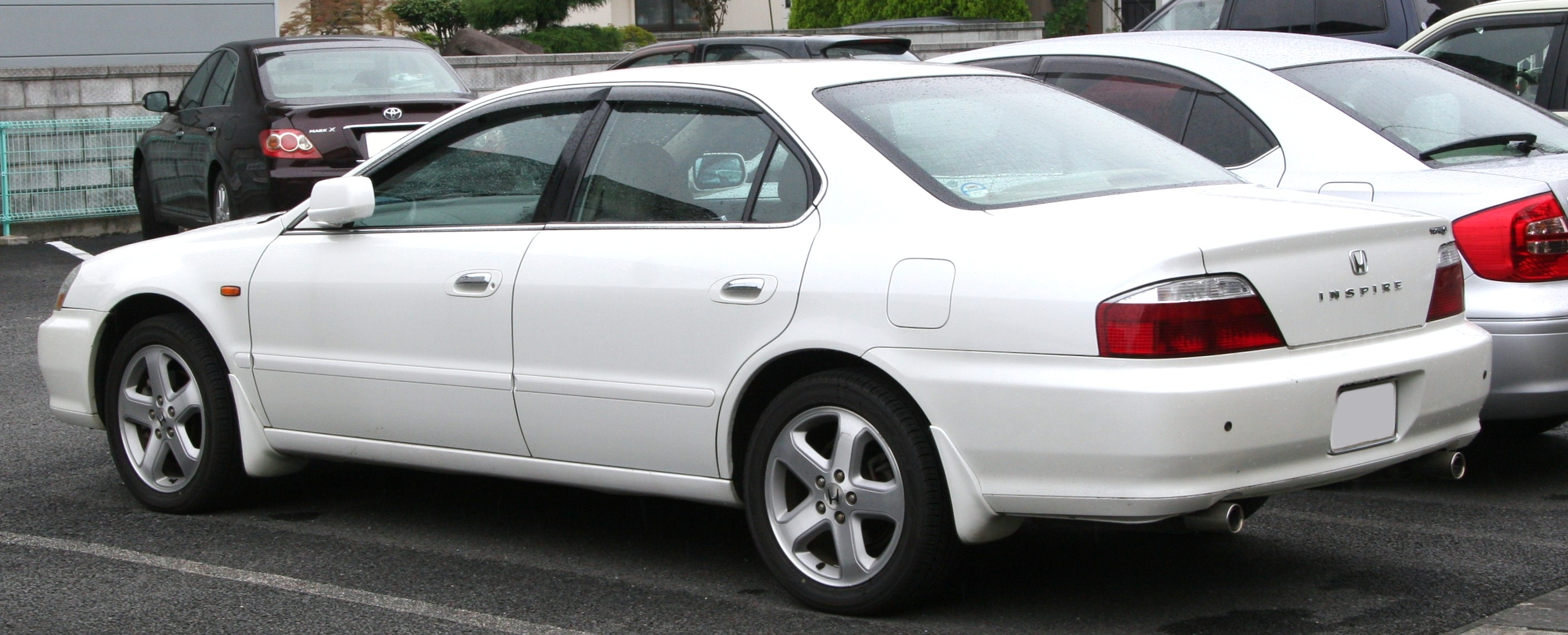
Heckansicht
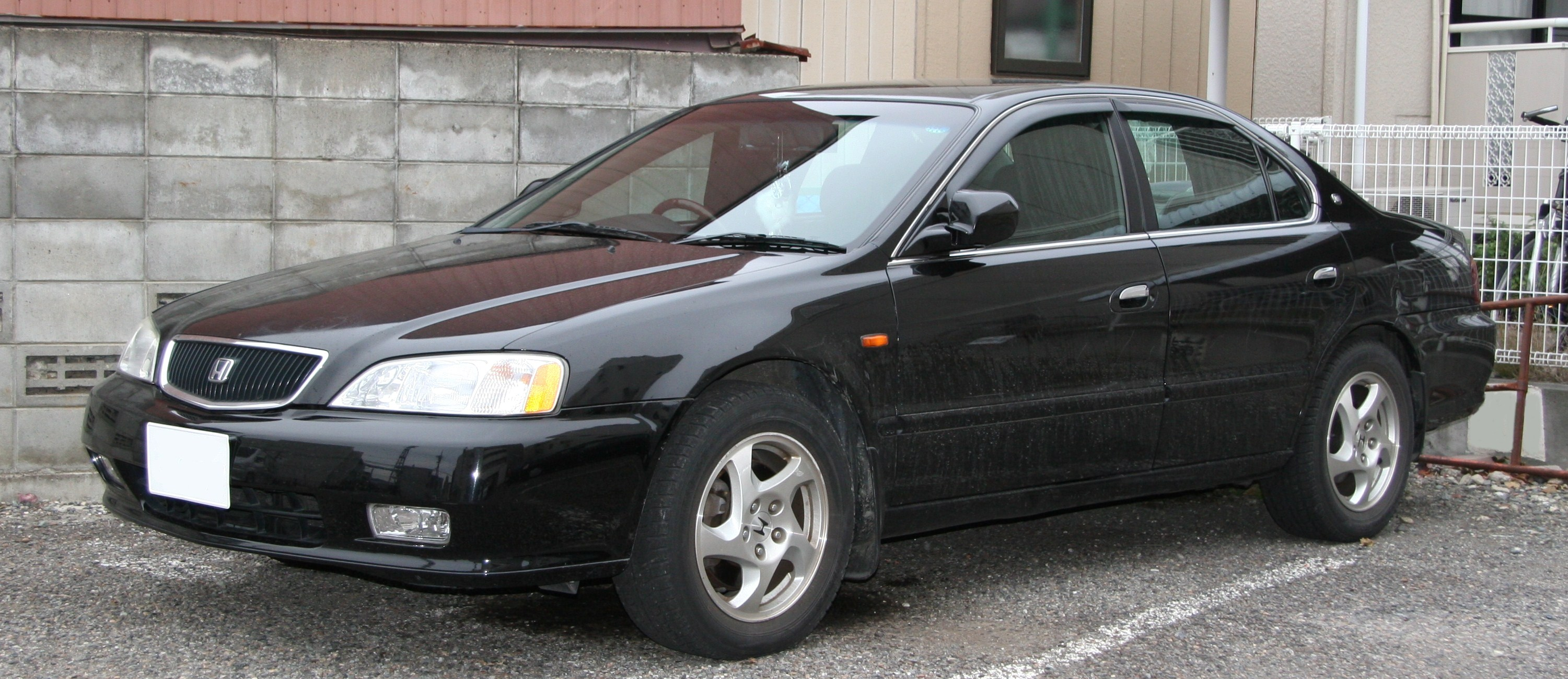
Honda Saber
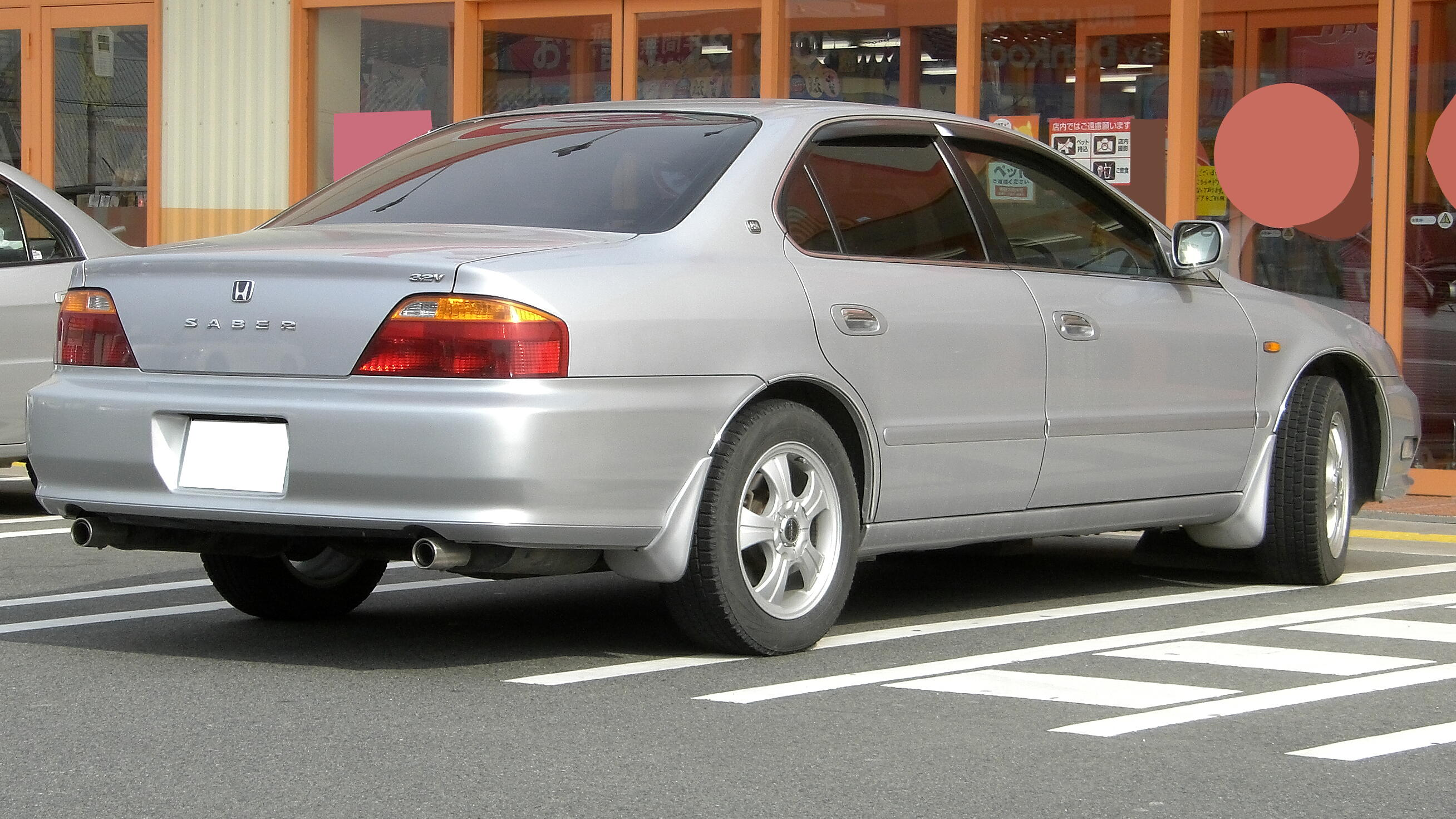
Heckansicht

## Vierte Generation (UC1, 2003–2007)
Die vierte Generation des Honda Inspire wurde im Juni 2003 vorgestellt. Dieses Fahrzeug wurde im Werk der Präfektur Saitama in Sayama, Japan, gebaut. Er basierte nun auf derselben Plattform wie der nordamerikanische Honda Accord der siebten Generation. Im Gegensatz zur nordamerikanischen Variante wurde der Inspire nur als Limousine angeboten, und nicht auch als Coupé.

2003 hat es als erstes Honda-Fahrzeug den radargestützten Abstandsregeltempomat (Intelligent Highway Cruise Control IHCC) und den weltweit ersten Notbremsassistenten (CMS) mit autonomer Notbremsung eingeführt.

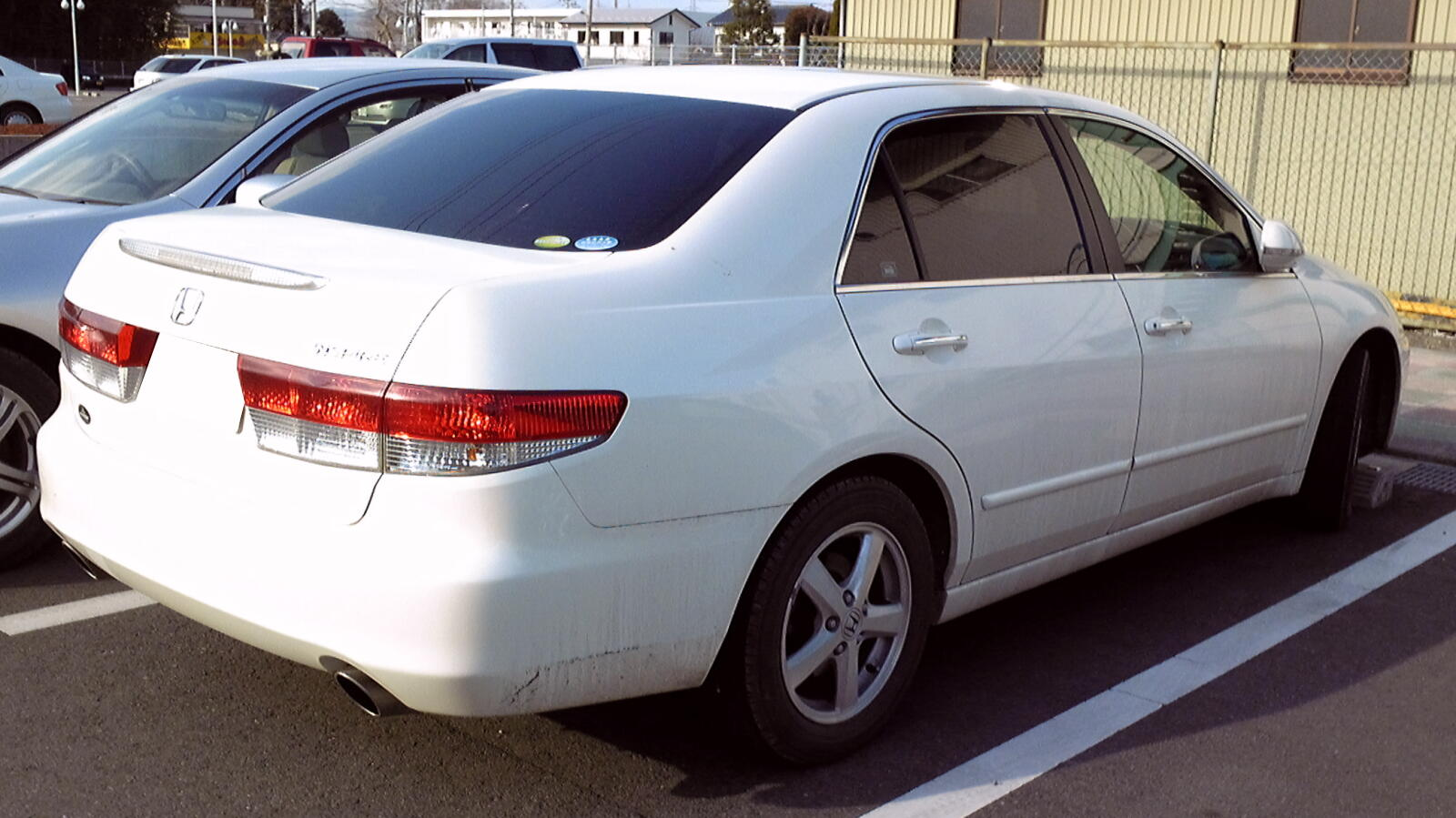
Heckansicht
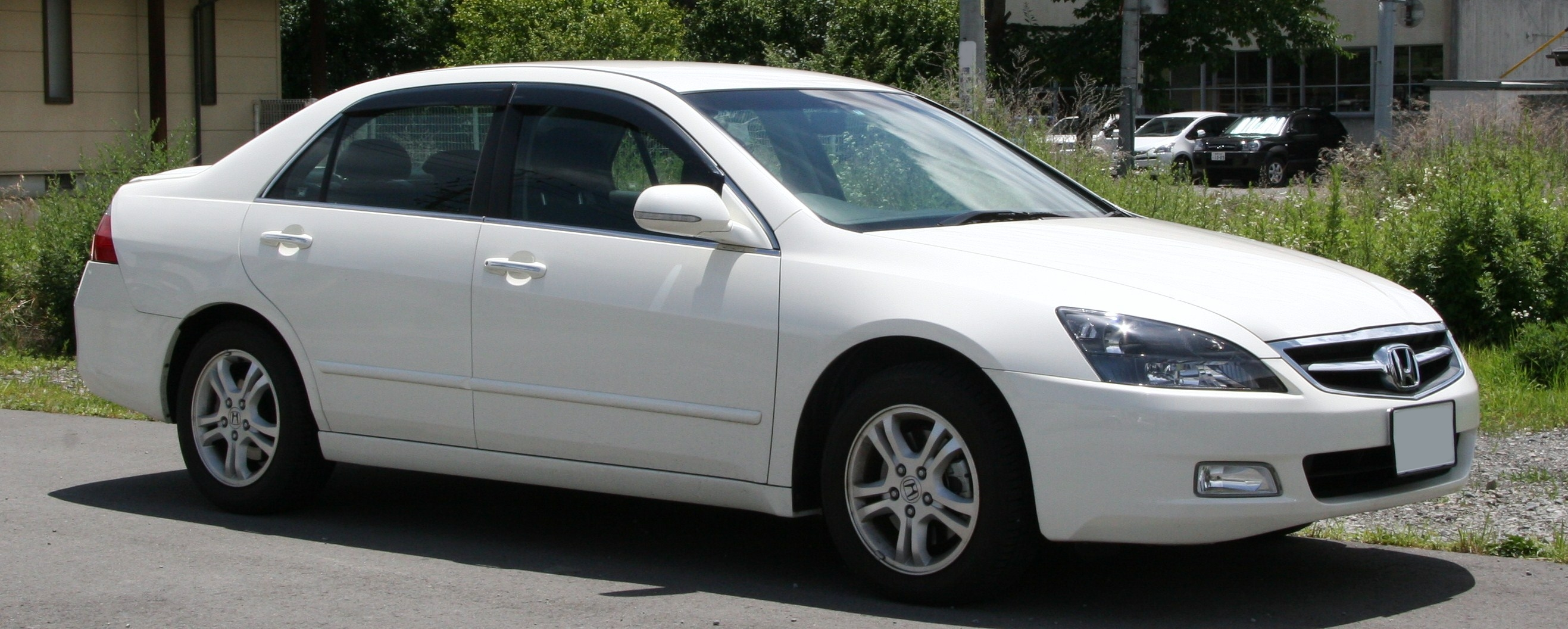
Facleift (2005–2007)
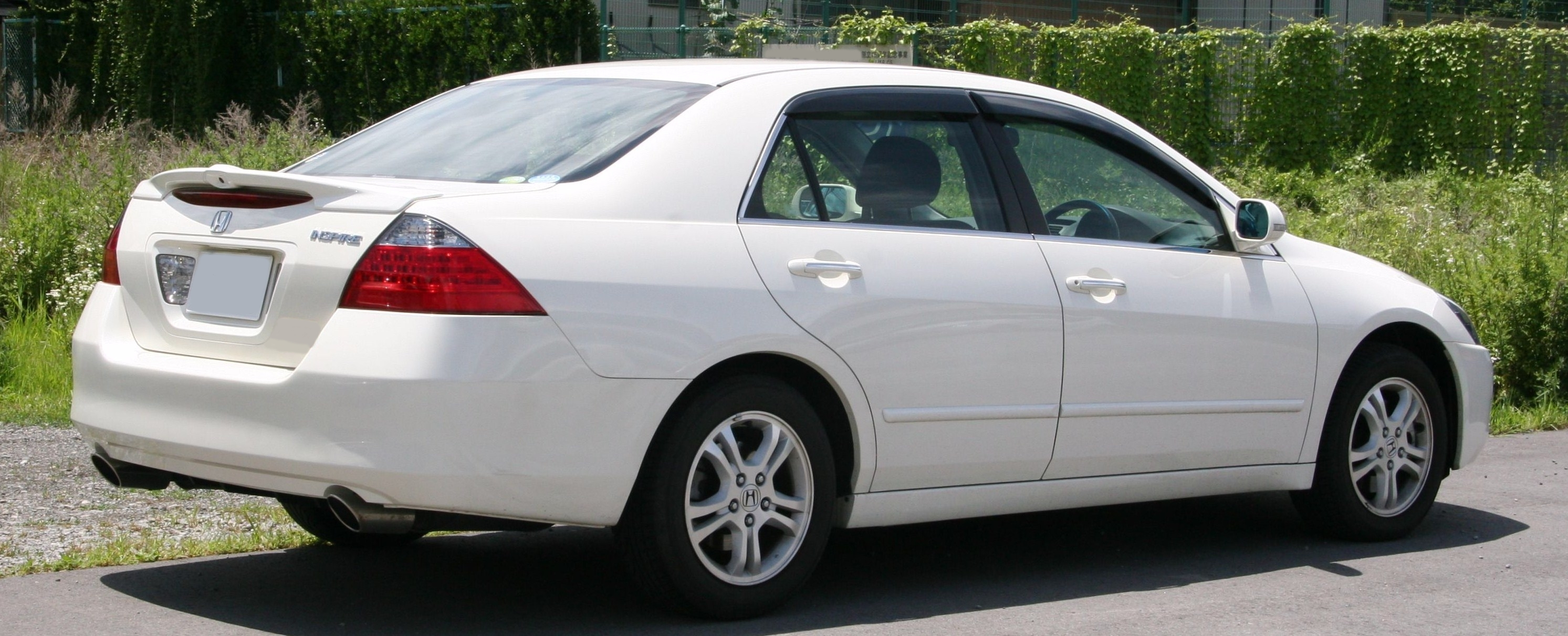
Heckansicht
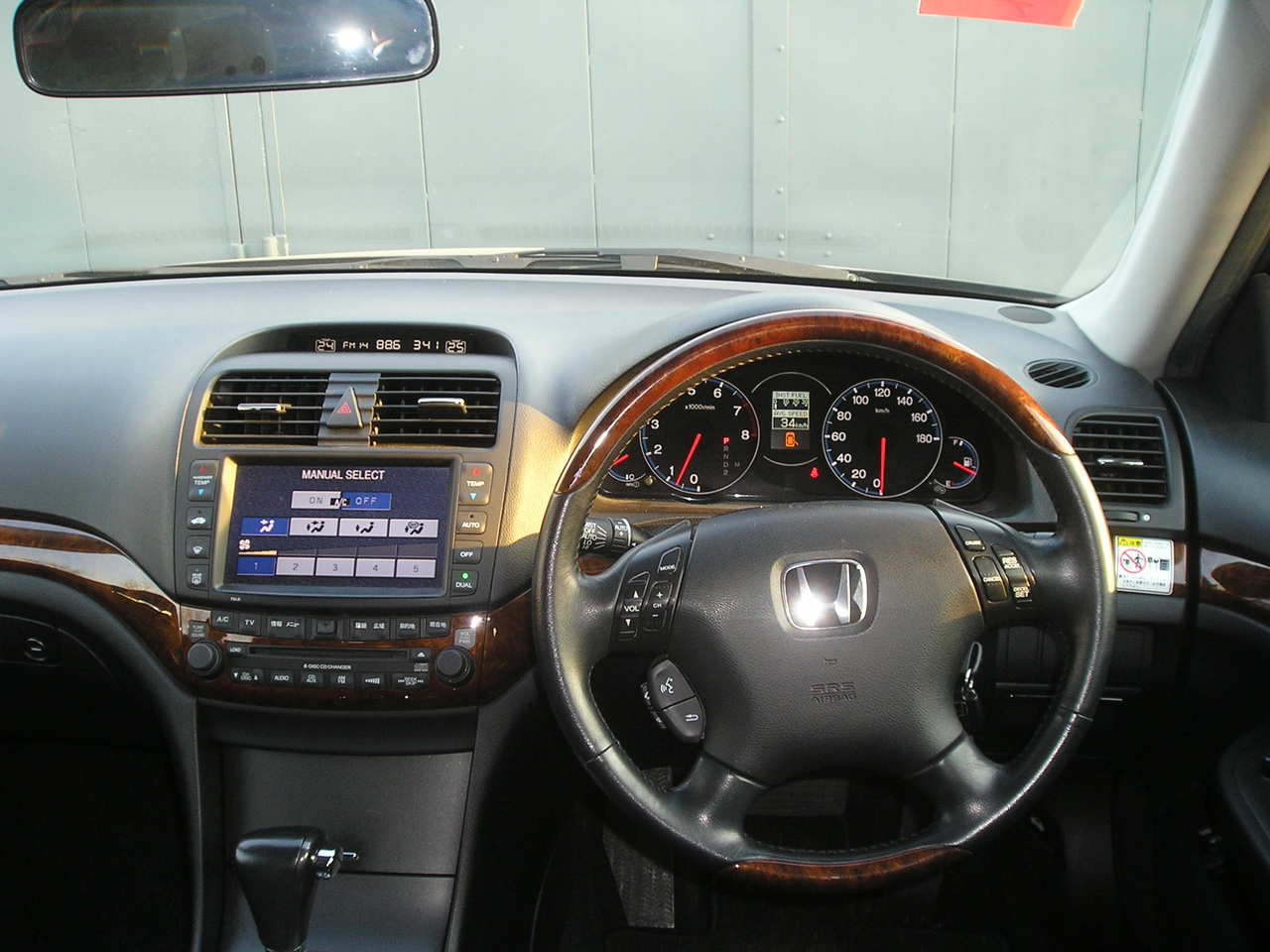
Innenraum

## Fünfte Generation (CP3, 2007–2012)
Die fünfte Generation kam in Japan im Dezember 2007 in den Handel. Wie die vierte Generation des Inspire basierte auch die fünfte Generation auf dem nordamerikanischen Honda Accord, nun der achten Generation. Im Gegensatz zum nordamerikanischen Modell war er wie der Vorgänger nur als Limousine mit V6 erhältlich.

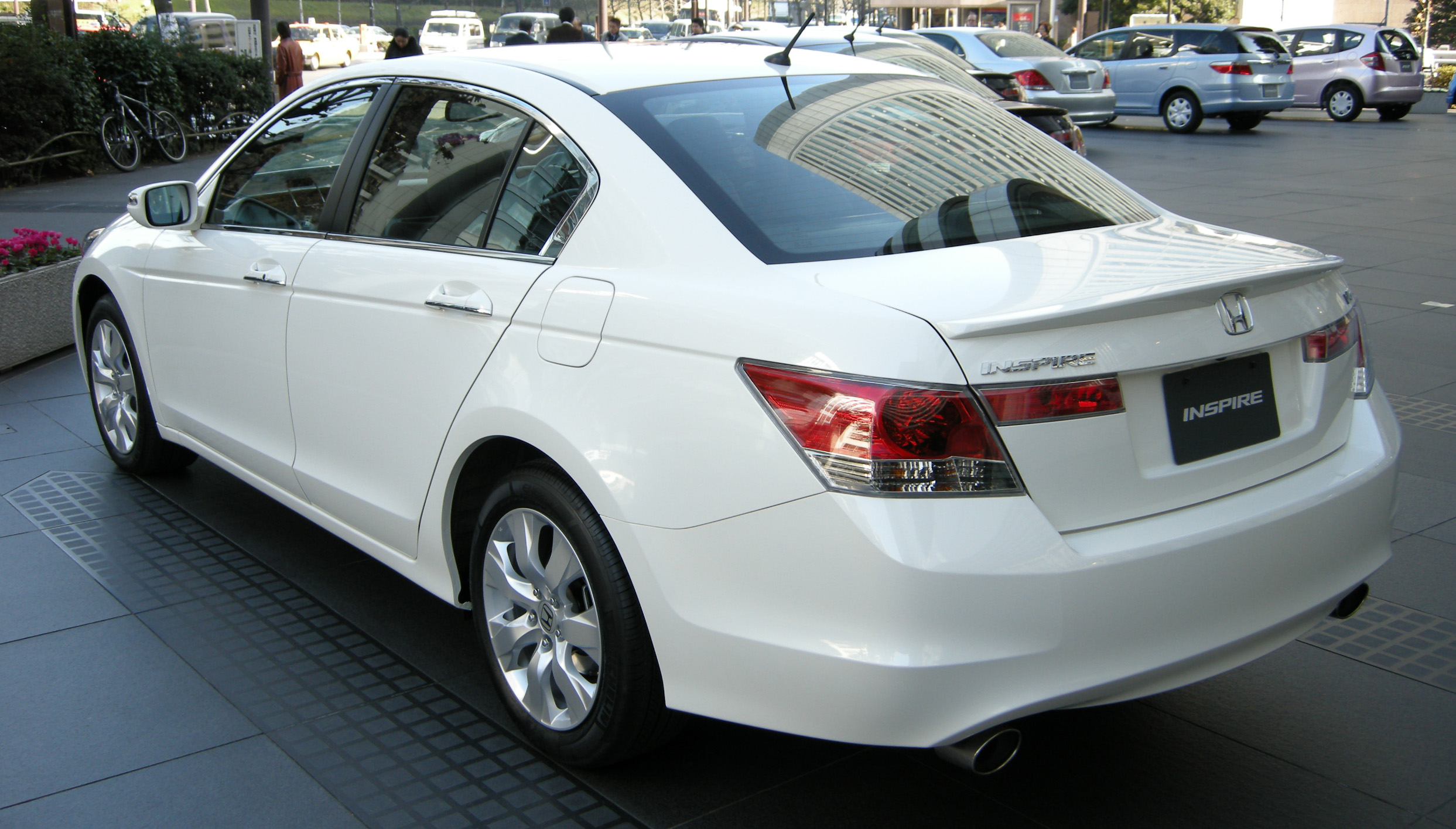
Heckansicht
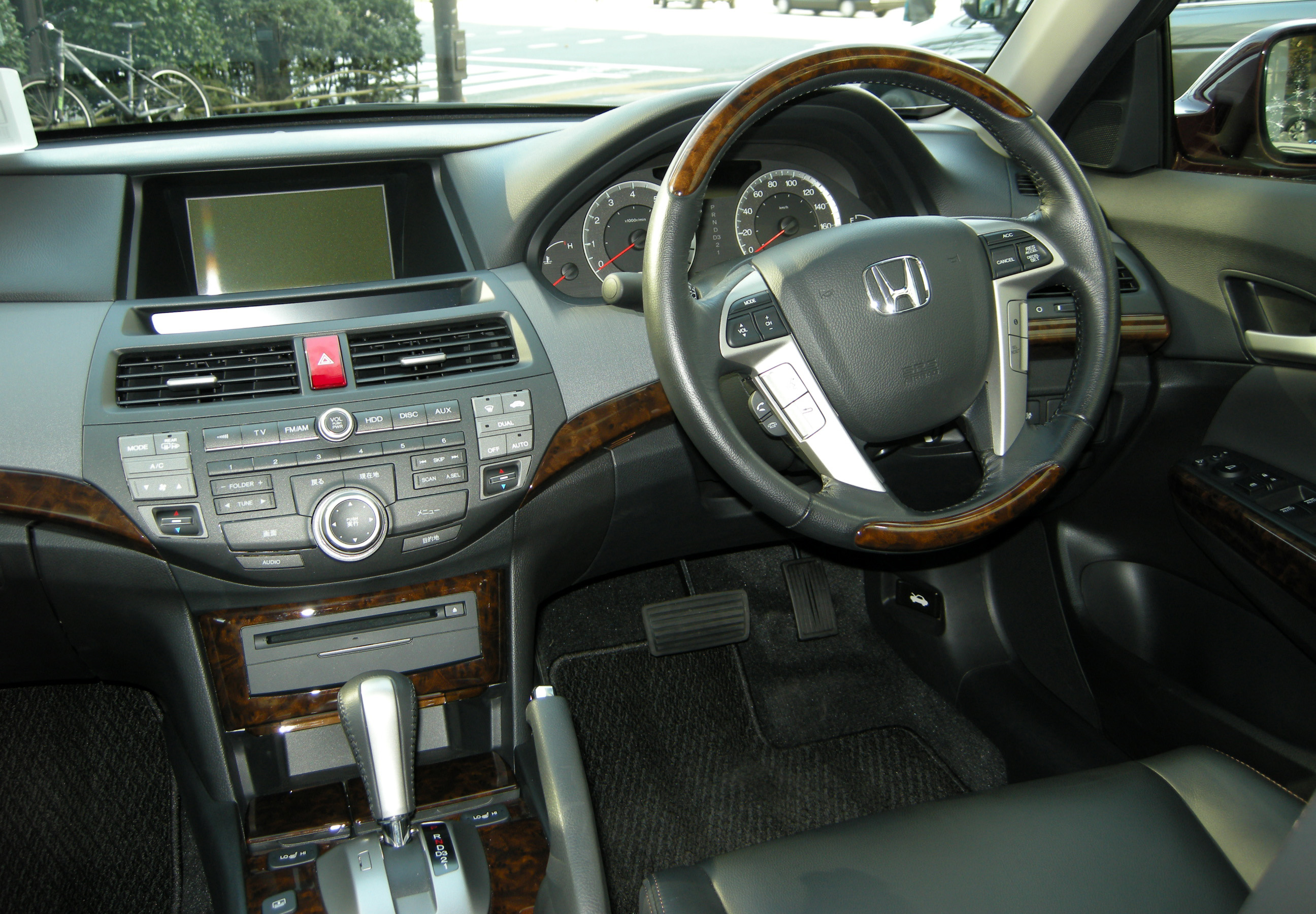
Innenraum

## Sechste Generation (2018–2023)

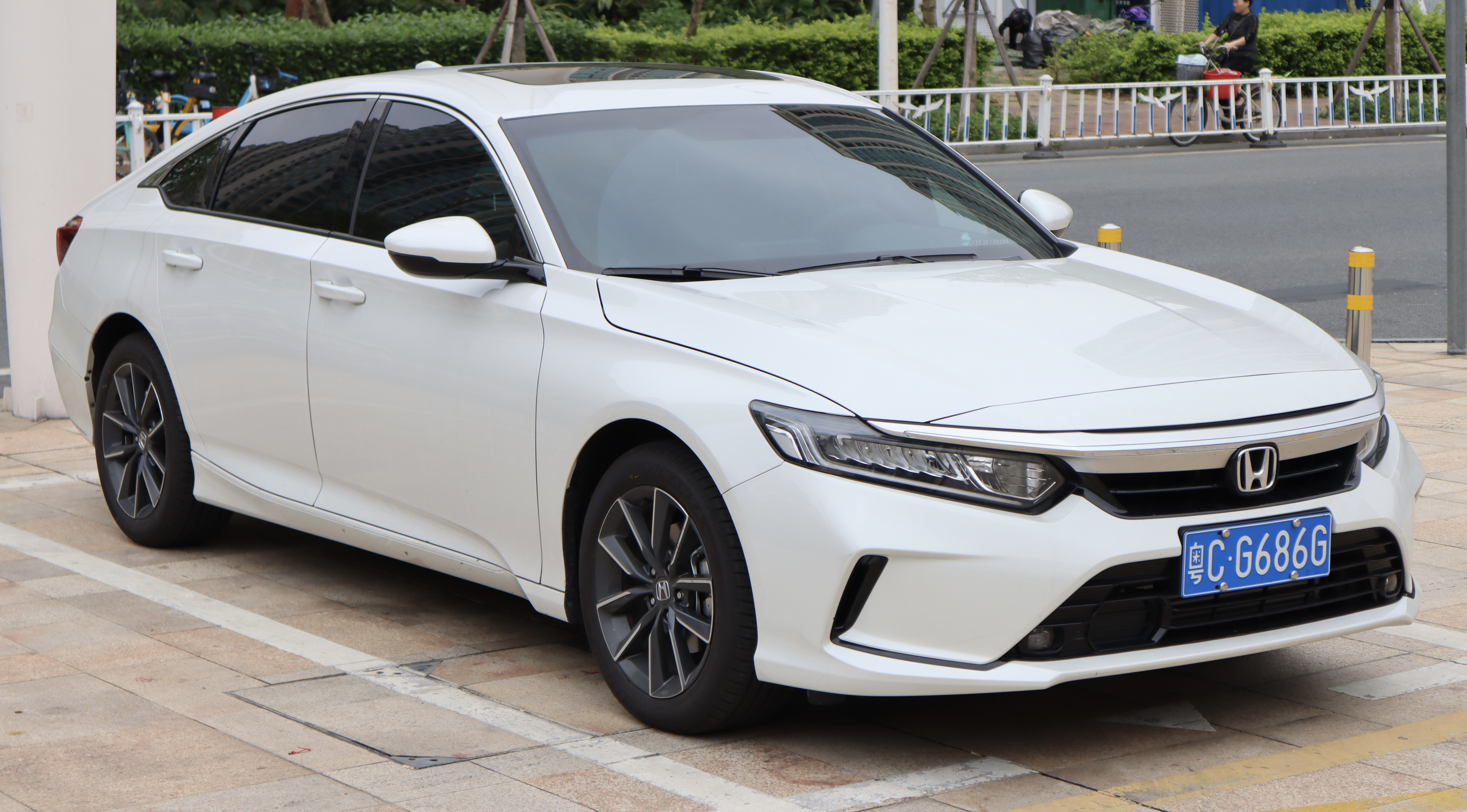
Honda Inspire (2023)

Nachdem die Baureihe in Japan eingestellt wurde, präsentierte Dongfeng Honda im April 2018 einen Nachfolger des Spirior als Konzeptfahrzeug. Das Serienmodell präsentierte der Hersteller im August 2018. Ab Oktober 2018 wurde die Limousine in China verkauft. Eine überarbeitete Version wurde im Januar 2023 vorgestellt. Technisch basiert der Inspire der sechsten Generation auf dem Accord der 10. Generation.

### Technische Daten
Angetrieben wird das Fahrzeug von einem 1,5-Liter-Ottomotor mit 143 kW (194 PS) oder einem 2,0-Liter-Ottohybrid mit einer Systemleistung von 158 kW (215 PS).
| Kenngrößen                                  | 1.5 T VTEC                   | Hybrid                       |
| Bauzeitraum                                 | 10/2018–07/2023              | 10/2018–07/2023              |
| Motorkenndaten                              |                              |                              |
| Motortyp                                    | R4-Turbolader–Ottomotor      | R4-Ottomotor + Elektromotor  |
| Gemischaufbereitung                         | Direkteinspritzung           |                              |
| Hubraum                                     | 1498 cm³                     | 1993 cm³                     |
| Verdichtungsverhältnis                      | 10,3 : 1                     | 13,5 : 1                     |
| max. Leistung Verbrennungsmotor             | 143 kW (194 PS) bei 5500/min | 107 kW (146 PS) bei 6200/min |
| max. Leistung Elektromotor                  | —                            | 135 kW (184 PS)              |
| Systemleistung                              | —                            | 158 kW (215 PS)              |
| max. Drehmoment Verbrennungsmotor           | 260 Nm bei 1600–5000/min     | 175 Nm bei 3500/min          |
| max. Drehmoment Elektromotor                | —                            | 315 Nm                       |
| Kraftübertragung                            |                              |                              |
| Antrieb                                     | Vorderradantrieb             | Vorderradantrieb             |
| Getriebe                                    | CVT                          | e-CVT                        |
| Messwerte                                   |                              |                              |
| Höchstgeschwindigkeit                       | 188 km/h                     | 180 km/h                     |
| Beschleunigung, 0–100 km/h                  | 9,7–9,8 s                    | 8,9–9,1 s                    |
| Kraftstoffverbrauch auf 100 km (kombiniert) | 6,0 l Super                  | 4,0–4,2 l Super              |
| Tankinhalt                                  | 56 l                         | 48 l                         |

## Siebte Generation (seit 2023)

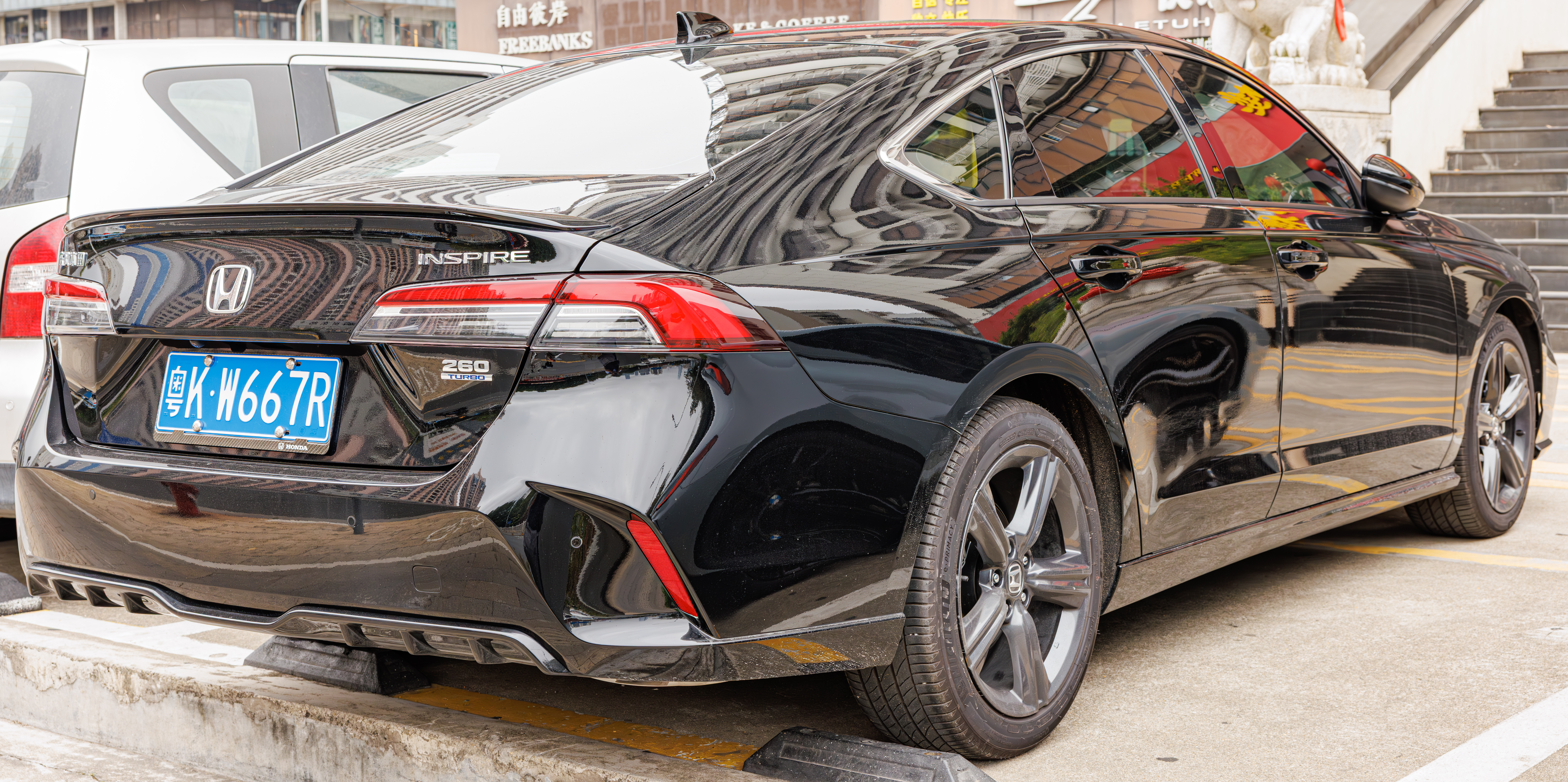
Heckansicht

Die siebte Generation der Baureihe debütierte Ende Mai 2023. Sie kam in China Anfang Juli 2023 auf den Markt und basiert auf der 11. Generation des Accord.

### Technische Daten
Angetrieben wird die siebte Generation von einem 1,5-Liter-Ottomotor mit 143 kW (194 PS) oder einem 2,0-Liter-Plug-in-Hybrid mit einer Systemleistung von 152 kW (207 PS).
| Kenngrößen                                  | 1.5 Turbo                    | 2.0 e:PHEV                    |
| Bauzeitraum                                 | seit 07/2023                 | seit 07/2023                  |
| Motorkenndaten                              |                              |                               |
| Motortyp                                    | R4-Ottomotor                 | R4-Ottomotor + Elektromotoren |
| Hubraum                                     | 1498 cm³                     | 1993 cm³                      |
| Verdichtungsverhältnis                      | 10,6 : 1                     | 13,9 : 1                      |
| max. Leistung Verbrennungsmotor             | 141 kW (192 PS) bei 6000/min | 109 kW (148 PS) bei 6100/min  |
| max. Leistung Elektromotor                  | —                            | 135 kW (184 PS)               |
| max. Leistung Elektromotor                  | —                            | 152 kW (207 PS)               |
| max. Drehmoment Verbrennungsmotor           | 260 Nm bei 1700–5000/min     | 182 Nm bei 4500/min           |
| max. Drehmoment Elektromotor                | —                            | 335 Nm                        |
| Kraftübertragung                            |                              |                               |
| Antrieb                                     | Vorderradantrieb             | Vorderradantrieb              |
| Getriebe                                    | Stufenloses Getriebe         | e-CVT (i-MMD)                 |
| Messwerte                                   |                              |                               |
| Höchstgeschwindigkeit                       | 186 km/h                     | 174 km/h                      |
| Beschleunigung, 0–100 km/h                  | k. A.                        | k. A.                         |
| Kraftstoffverbrauch auf 100 km (kombiniert) | 6,7–6,8 l Super              | 1,5 l Super                   |
| Tankinhalt                                  | 56 l                         | 43 l                          |
| Abgasnorm nach EU-Klassifikation            | China VI                     | China VI                      |